# Roberto Natale
Roberto Natale (* 21. April 1921 in La Spezia; † 10. Oktober 2012 ebenda) war ein italienischer Drehbuchautor und Dichter.

## Leben
Nach einem Abschluss in Seehandelswirtschaft und einem Schiffsführerpatent schloss sich Natale während des zu Ende gehenden Zweiten Weltkrieges einer Partisanengruppe an. Nach Ende des Krieges drehte er Dokumentarfilme, darunter zwei vortreffliche Kurzfilme in Zusammenarbeit mit Glauco Pellegrini. Ab 1958, nun in der italienischen Hauptstadt, verfasste er dann Drehbücher zu zahlreichen Filmen verschiedener Genres, wobei Mario Bavas Horrorfilm Die toten Augen des Dr. Dracula und der 1976 gedrehte Giallo Die Stimme des Todes herausragen. Zeitweise formierte er unter dem anglisierten Pseudonym Robert Christmas. 1972 legte er seine einzige Regiearbeit vor, den wenig erfolgreichen psychologischen Thriller Il mio corpo con rabbia.
Nach einigen Arbeiten für das italienische Fernsehen wandte er sich Ende der 1970er Jahre verstärkt der Dichtung zu und veröffentlichte mehrere Sammelbände (bereits 1960 war Per un diario erschienen) wie Pieghe delle mie terre. Auch diverse Radioarbeiten wie Mattia Prati und L'albero della memoria entstanden in dieser Zeit. 1999 verfilmte Piero Livi Natales erstes Drehbuch nach langer Zeit, Sos laribiancos.

## Filmografie (Auswahl)
- 1958: Sogno a Venezia
- 1965: Scarletto – Schloß des Blutes (Il boia scarlatto)
- 1966: Die toten Augen des Dr. Dracula (Operazione paura)
- 1968: Django – sein letzter Gruß (La vendetta è il mio perdono)
- 1968: Hasse deinen Nächsten (Odia il prossimo tuo)
- 1968: Ich bin ein entflohener Kettensträfling (Vivo per la tua morte)
- 1970: Am Ende eines Sommers (Dipseratamente l'estate scorsa)
- 1972: Il mio corpo con rabbia (& Regie)
- 1975: Der Tomatenkrieg (Antonio e Placido – Attenti ragazzi… chi rompe paga)
- 1976: Die Stimme des Todes (Il gatto dagli occhi da gaida)
- 1999: Sos laribiancos